# Львівська обласна науково-педагогічна бібліотека
Львівська обласна науково-педагогічна бібліотека (ЛОНПБ) — провідний заклад у сфері бібліотечно-інформаційного забезпечення і обслуговування населення Львівської області, консультативний, інформаційно-методичний центр для бібліотечних працівників загальноосвітніх навчальних закладів.

## Підпорядкування
ЛОНПБ - Комунальний заклад Львівської обласної ради , перебуває в безпосередньому підпорядкуванні Департаменту освіти і науки Львівської обласної державної адміністрації
ЛОНПБ є складовою мережі освітянських бібліотек України.

## Історія закладу
ЛОНПБ була створена 1 грудня 1925 року за наказом колишньої Кураторії Львівської Шкільної Округи і відкрита для публічного користування 1 лютого 1926 року, у 1934 року отримала повну офіційну назву «Державна центральна педагогічна бібліотека Львівського шкільного округу у Львові» (пол. «Państwowa Centralna Biblioteka Pedagogiczna Kuratorium Okręgu Szkolnego Lwowskiego we Lwowie»).
Свою сучасну назву бібліотека отримала у 1944 році. Від 1947 року бібліотека міститься в колишньому палаці родин Волянських-Леваковських-Шептицьких-Замойських, збудованому у ХІХ столітті в стилі ампір.
Приміщення по вул. Зеленій, 24, де нині знаходиться бібліотека, є пам'яткою архітектури місцевого значення та має реєстраційний № 586-М.

## Перелік послуг
- видача документів у тривале користування (абонемент)
- видача книг та журналів без попереднього замовлення (читальний зал, центр навчально-методичної літератури Гете-інституту)
- надання методичних матеріалів
- кваліфікована консультація чергового бібліографа
- методична та консультативна допомога з питань бібліотечної діяльності
- бібліотечно-бібліографічне обслуговування наукових конференцій, нарад, семінарів, тощо
- інформаційне обслуговування за телефоном
- інформаційне обслуговування засобами електронного зв'язку
- підготовка бібліографічних письмових довідок
- проведення бібліографічних оглядів літератури
- проведення екскурсій бібліотекою
- індексування видань за УДК
- експонування в приміщеннях бібліотеки книжково-журнальних виставок
- безкоштовний доступ до мережі Інтернет
- електронний каталог

До послуг користувачів бібліотеки:
- фонд бібліотечних документів понад 400 тисяч одиниць
- система каталогів і картотек
- видача літератури у тривале користування
- опрацювання літератури відразу після замовлення (читальний зал)
- надання бібліографічних консультацій
- експозиції книжково-журнальних виставок, інформаційних матеріалів
- надання методичних консультацій та матеріалів
- конференції, творчі зустрічі тощо
- доступ до мережі Інтернет
- електронний каталог

Особливу цінність має Систематична педагогічна картотека (СПК) — анотована картотека публікацій з різних питань педагогічної науки і практики за вітчизняними, зарубіжними періодичними та іншими виданнями. СПК створена у 1950-х роках та  налічує понад 500 тис. карток і має значну наукову та історичну цінність і використовується фахівцями різного профілю, учнями, студентами, вчителями, науковцями.